# Die Affäre Cum-Ex
Die Affäre Cum-Ex (internationaler Titel: Other People’s Money) ist eine deutsch-dänische Dramaserie von Jan Schomburg über den Cum-Ex-Steuerbetrug. Sie feierte am 20. und 21. Februar 2025 ihre Premiere bei den Internationalen Filmfestspielen Berlin 2025. Die Erstausstrahlung in Deutschland begann am 22. März 2025 in der ZDFmediathek.

## Handlung
Das Steuerrecht in verschiedenen europäischen Staaten lässt es zu, vom Finanzamt Steuererstattungen auf Kapitalerträge zu erhalten, ohne davor entsprechende Steuern gezahlt zu haben. Sven Lebert und sein Chef Dr. Bernd Hausner setzen diesen Mechanismus mit einer Geschäftsidee für private Investoren um. In Dänemark bemerken Inger Brøgger und Niels Jensen diese Möglichkeit und erkennen, dass sie ausgenutzt wird. Ihre Bedenken stoßen bei Banken und Politik aber auf taube Ohren. Die Staatsanwältin Lena Birkwald ermittelt in dieser Sache derweil in Deutschland wegen Steuerbetrugs, muss sich aber Unterstützung erkämpfen.

## Produktion
Ausgangspunkt des Projektes waren die Recherchen der deutschen bzw. dänischen Journalisten Oliver Schröm, Christian Salewski, Niels Fastrup und Thomas G. Svaneborg. Die Produzenten Michael Polle und Ole Søndberg erkannten darin unabhängig voneinander einen Filmstoff und holten den Creator und Showrunner Jan Schomburg hinzu, der auch das Drehbuch schrieb.
Schomburg beschäftigte sich mit dem Cum-Ex Skandal und den Enthüllungen der CumEx-Files und erkannte darin eine gewisse Komik, die ihn an die Filme von Ernst Lubitsch, der Coen-Brüder und Adam McKay erinnerte. Neben dem Skandal an sich wollte er die Strukturen zeigen, die ihn ermöglicht haben: neoliberale Ideologie, Kürzungen bei den Finanzämtern, Beeinflussung der Gesetzgebung und Gutachten über die Legalität des Vorgehens. Trotzdem inspirierte ihn, dass die Verbrechen verfolgt wurden und so eine Heldengeschichte erzählt werden konnte, von Personen, die die Welt besser machen wollen.
Soweit die Serie auf wahren Begebenheiten beruht, wurden die Namen der Charaktere, die echten Menschen entsprechen, abgeändert. Lediglich die beteiligten Banken und Olaf Scholz werden namentlich genannt. Marcus Jung stellte aber in der FAZ fest, dass Bernd Hausner und sein junger Adlatus Sven Lebert im echten Leben dem mehrfach verurteilten Cum-Ex-Strippenzieher Hanno Berger und seinem Ex-Geschäftspartner Kai-Uwe Steck entsprächen, während die ehrgeizige Staatsanwältin Lena Birkwald der ehemaligen Kölner Chefermittlerin Anne Brorhilker nachempfunden sei. Diese Zuordnung wird von Thomas Geringer bestätigt, der überdies die fiktive Kargus-Bank mit der realen Warburg-Bank identifiziert und weitere Figuren entschlüsselt.
Die Serie wurde von X Filme Creative Pool und True Content Entertainment Produktion produziert in Koproduktion mit Epo-Film, ZDF, DR und New8.

## Veröffentlichung
Die Serie prämierte bei den Internationalen Filmfestspielen Berlin 2025 in der Kategorie Panorama.
Die deutsche Veröffentlichung erfolgte am 22. März 2025 in der ZDFmediathek. Die erste Fernsehausstrahlung fand am 13. und 14. April beim ZDF statt.

## Rezeption
Christian Buß bezeichnete die Serie in Der Spiegel als „furioses Meisterwerk“, in dem „Dekadenz und Hybris herrschen“ und sieht es als „formvollendetes, achtteiliges Raffke-Panorama“. Für Marcus Jung von der Frankfurter Allgemeine Zeitung „brilliert die Serie mit ihren Darstellern und Dialogen“ und sie zeige, wie schwer der Steuerskandal war. Heike Hupertz bewertet die Serie bei Epd medien als „ausgezeichnet, höchst unterhaltsamen und bis zum Schluss spannend“. Jan Freitag meinte in DWDL.de, dass die Fiktionalisierung der wahren Begebenheiten gelungen sei. Es handele sich um „einen Wirtschaftsthriller der besonderen Art“. Der Filmkritiker Wolfgang M. Schmitt empfahl die Serie und erkannte Inhalt und Machart an. Sie vermöge es, „die Strukturen zu erklären und zu analysieren, wobei zugleich spannende, hochkarätig besetzte Unterhaltung geboten wird“. Jenni Zylka lobte in Der Freitag die Verflechtung von Humor und kaltschnäuzigem Kapitalismus, „fein geschriebene, unterhaltsame Dialoge“, „hingebungsvolles Schauspiel“ sowie „erstaunlich ungewöhnliche Einstellungen“ und kritisierte lediglich einige wenige Klischees reicher Charaktere. Jens Freitag vom Norddeutschen Rundfunk sah die Serie gar als „Höhepunkt im diesjährigen Fernsehprogramm“ sowie „tolle Geschichte voller Witz, Ironie und Tragik“.
Arabella Wintermayr zeigte hingegen in Die Tageszeitung auf, dass die Vorgänge der Finanzwelt verständlich erklärt werden. Allerdings bemängelte sie die Inszenierung: „Belanglose Nebenschauplätze bremsen das Tempo zusätzlich, machen die Erzählung zäh und eintönig.“ Auch Manfred Riepe lobte in epd Film die gute Recherche, kritisiert aber die schematische Darstellung, welche etwas Leerlauf erzeuge. Christian Meier rechnete der Serie in Die Welt an, dass sie inhaltlich an die Komplexität des Falles heranreiche. Dabei führe dies allerdings zwischenzeitlich zu Ermüdungserscheinungen beim Zuschauer.

## Zitat
In einer Schlüsselszenen in Folge 3 der Serie äußert der Compliance-Manager Eppler Bedenken gegenüber Cum-Ex-Geschäften:

„Ja, aber die Befreiung von der Quellensteuer besteht, damit amerikanische Pensionäre bei ihrer Altersvorsorge nicht doppelt besteuert werden und nicht, damit Investoren Profite durch doppelte Erstattung machen, das ist unmoralisch.“

Daraufhin entgegnet der Steueranwalt Hausner:

„Ach du liebe Güte, wenn wir jetzt anfangen über Moral zu reden, dann können wir ja gleich das Geld abschaffen und zurück zur Tauschwirtschaft. Also wenn hier irgendjemand im Raum ein Problem damit hat, dass wegen uns weniger Kindergärten gebaut werden, der kann ja den Raum verlassen.“

Diese Aussage ist eine Paraphrase des Hanno Berger zugeschriebenen Zitats: „Wer sich nicht damit identifizieren kann, dass in Deutschland weniger Kindergärten gebaut werden, weil wir solche Geschäfte machen, der ist hier falsch.“